# Fenegrò
Fenegrò är en ort och kommun i provinsen Como i regionen Lombardiet i Italien. Kommunen hade 3 231 invånare (2018).